# Jack Rabbit (Kennywood)
Pour les articles homonymes, voir Jackrabbit.
Jack Rabbit sont des montagnes russes en bois du parc Kennywood, situé près de Pittsburgh, en Pennsylvanie, aux États-Unis.

## Historique
Jack Rabbit a été conçu par John A. Miller en 1920. C'est un des plus anciens parcours de montagnes russes encore en fonctionnement.
Il y avait un tunnel après la première descente, qui a été enlevé en 1947 à la commande de nouveaux trains. Le tunnel a été reconstruit en 1991, mais il est un peu plus court qu'avant.

## Parcours
Après avoir quitté la gare, le train ne monte pas immédiatement le lift hill comme sur la plupart des montagnes russes. Il se trouve au milieu du parcours. Jack Rabbit sont des montagnes russes de types terrain, c'est-à-dire qu'elles ont été construites en fonction des pentes naturelles. Le parcours est un aller & retour.

## Récompenses et classements
Jack Rabbit a reçu le statut de classique de l'association American Coaster Enthusiasts.
| Rang | 33 | 34 | 39 | 20 | 23 |

| Rang | 28 | 26 | 25 | 41 | 39 | 42 | 52 | 58 | 59 | 64 | 60 | 58 | 54 | 49 | 51 | 52 | 54 | 53 |

## Galerie

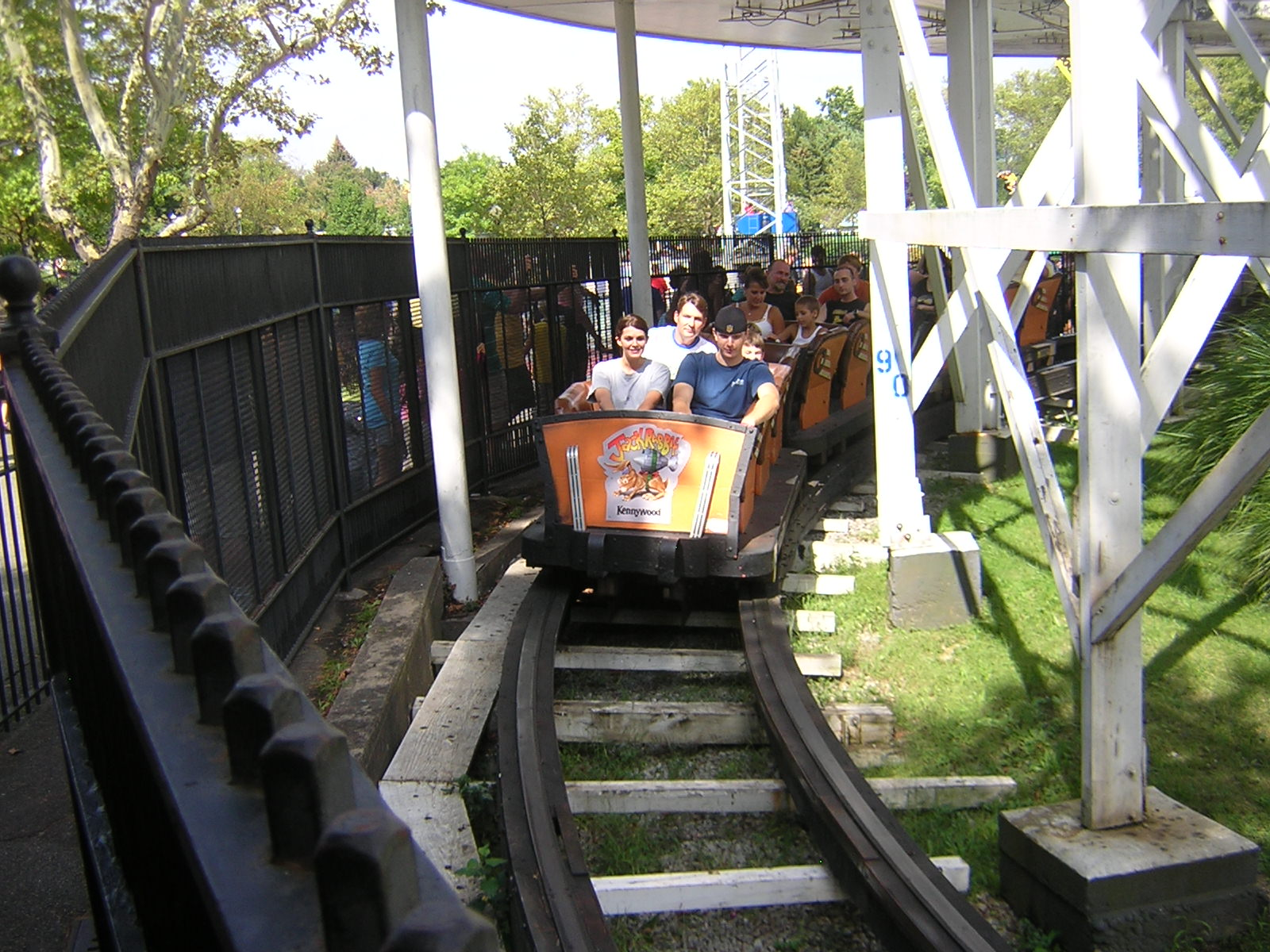
Un des trains juste après la gare.
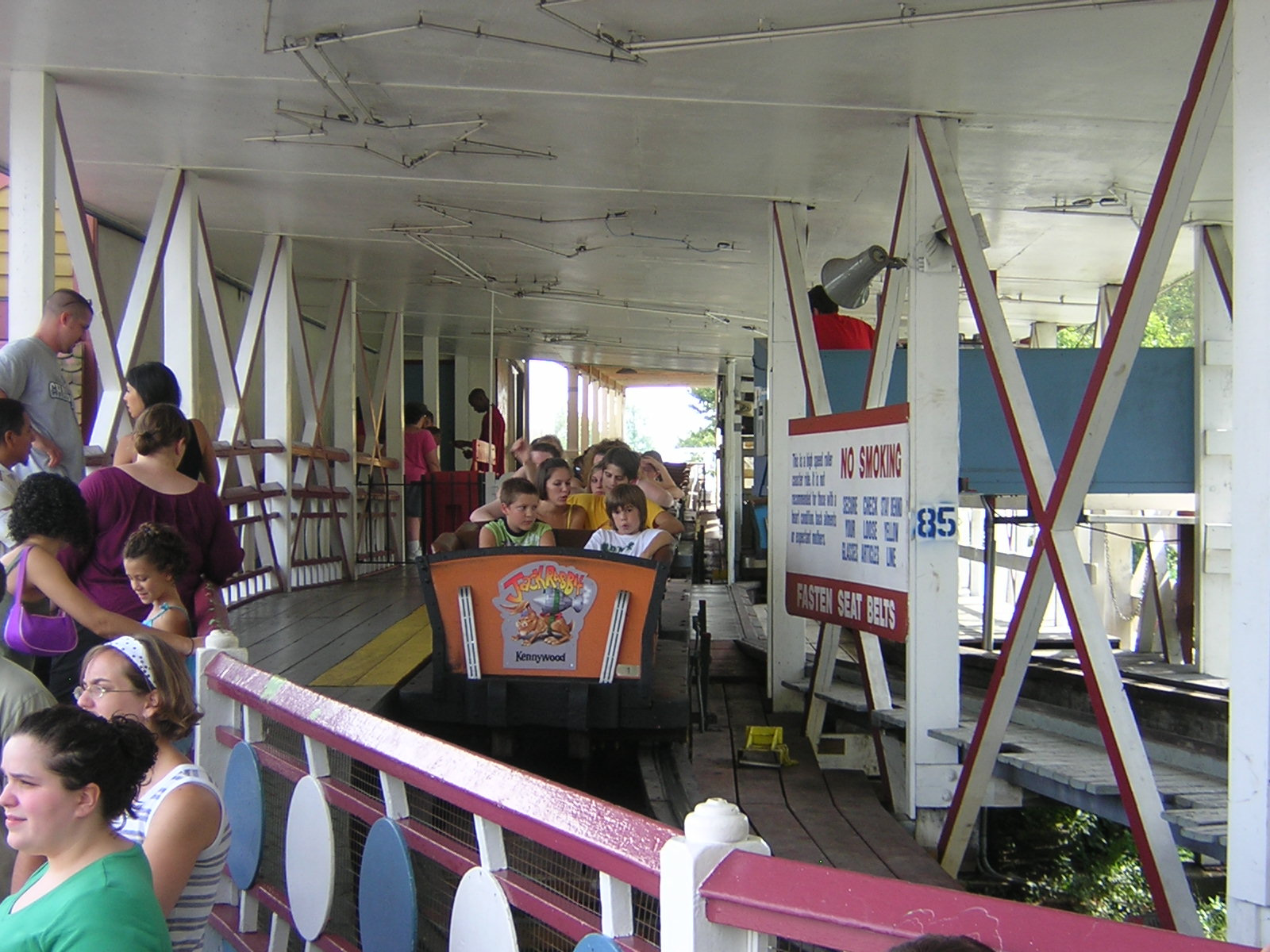
Le chargement à la gare.
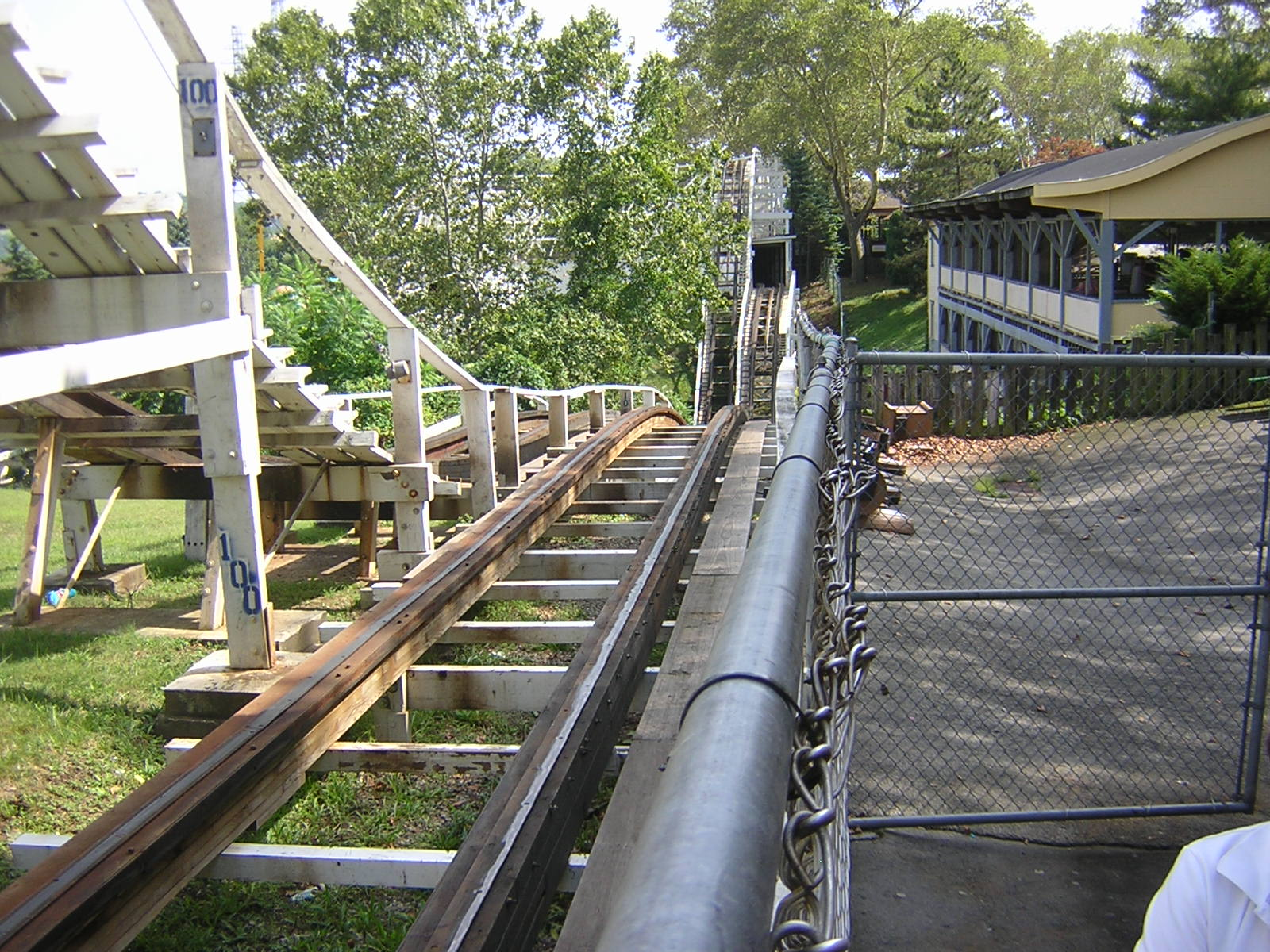
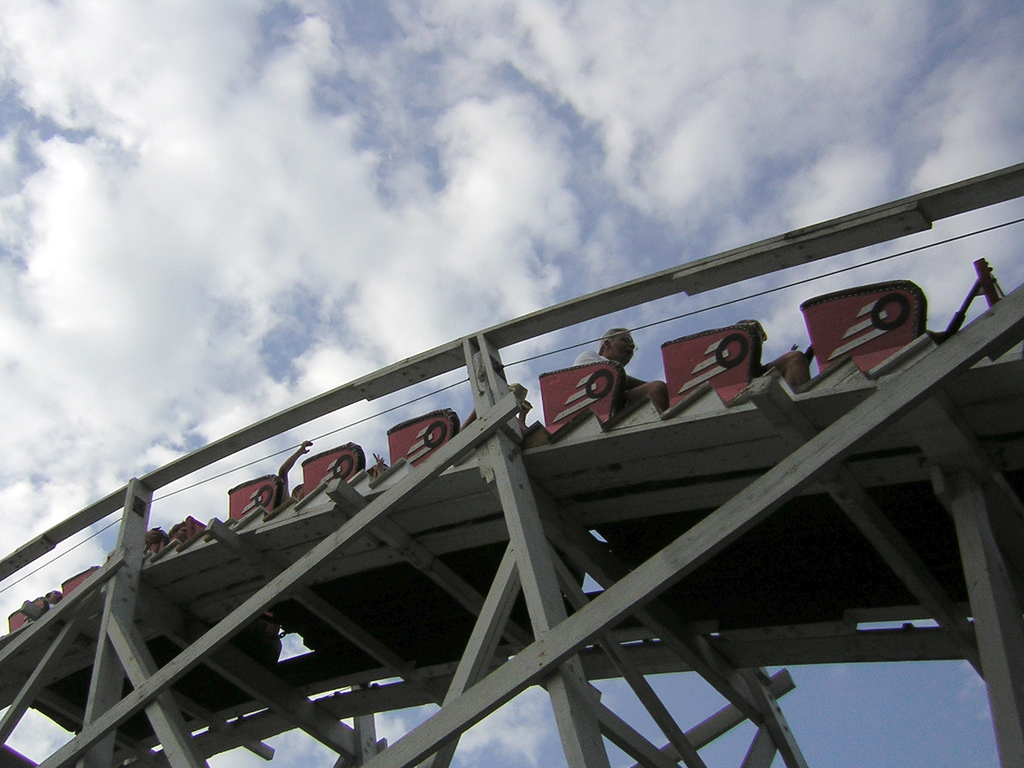